# David Shillington

a Compétitions nationales et continentales officielles uniquement.

b Matchs officiels uniquement.
David Shillington, né le 24 juin 1983 à Brisbane, est un joueur de rugby à XIII australien évoluant au poste de pilier dans les années 2000. Il a commencé sa carrière professionnelle aux Sydney Roosters en 2005 avant de la poursuivre aux Canberra Raiders à partir de 2009. Titulaire en club, il a pris part au State of Origin avec les Queensland Maroons. Enfin, il est sélectionné en équipe d'Australie pour le Tournoi des Quatre Nations 2009 en Angleterre et en France.